# Seznam hradů ve Středočeském kraji
Seznam hradů nacházejících se ve Středočeském kraji, seřazených podle abecedy:

## B
- Borovsko
- Brandýs nad Labem
- Březnice
- Buštěhrad

## Č
- Čejchanov
- Český Šternberk

## D
- Drábské světničky
- Dražice
- Drštka
- Džbán

## H
- Harasov
- Hengst
- Hlavačov
- Hořovice
- Hrad u Čtyřkol
- Hrad u Konrádova
- Hrad u Úval
- Hrádek
- Hrádek u Lovčic
- Hradenín
- Hradišťko
- Hradové Střimelice
- Hrochův Hrádek
- Hynšta

## Ch
- Chlum (okres Kutná Hora)
- Chlum (okres Mladá Boleslav)
- Chvatěruby

## J
- Jenčov
- Jenštejn
- Jevín
- Ježov
- Jivno

## K
- Kácov
- Karlík
- Karlštejn
- Kavčí hora
- Kazín
- Klamorna
- Kokořín
- Kolín
- Konopiště
- Kostelec nad Labem
- Košík
- Kouty
- Kozí hřbet
- Kožlí
- Krakovec
- Křivoklát
- Křivsoudov
- Kuncberk
- Květnice

## L
- Liběhrad
- Líšno
- Lysá nad Labem

## M
- Malkov
- Mělník
- Michalovice
- Miličín
- Mladá Boleslav
- Mníšek pod Brdy
- Mydlovar

## N
- Nedamy
- Nižbor
- Nymburk

## O
- Okoř
- Oráčov
- Ostromeč

## P
- Pirkštejn
- Poděbrady
- Průhonice
- Příbram

## R
- Rataje nad Sázavou
- Rácov
- Rožmitál pod Třemšínem

## Ř
- Říčany

## S
- Sion
- Skara
- Smečno
- Sobín
- Stajice
- Stará Dubá
- Staráky
- Staré Hrady
- Starý Stránov
- Starý zámek u Vidimi
- Starý zámek u Neumětel
- Stránov
- Stříbrná Skalice

## Š
- Šember
- Škvorec

## T
- Talmberk
- Tehov
- Tetín
- Točník
- Toušeň
- Třebonín
- Třemšín
- Tuchoraz
- Týnec nad Sázavou
- Týřov

## V
- Valdek
- Valečov
- Vargač
- Vlašim
- Vlašský dvůr
- Vrchotovy Janovice
- Vrškamýk
- Vysoký Chlumec

## Z
- Zálužský hrad
- Zásadka
- Zbořený Kostelec
- Zlenice
- Zlonice
- Zruč nad Sázavou
- Zruč nad Sázavou (tzv. Starý zámek)
- Zvěřinec
- Zvířetice
- Zvolská homole

## Ž
- Žebrák
- Žleby